# Damnica
Damnica (kaszb. Damnica lub też Dãbnica, niem. Hebrondamnitz) – wieś o charakterze małomiasteczkowym w Polsce położona w województwie pomorskim, w powiecie słupskim, w gminie Damnica. Miejscowość jest siedzibą gminy Damnica i sołectwa Damnica.

## Charakterystyka
Jest ważnym ośrodkiem gospodarczym i edukacyjno - administracyjnym. Siedzibę ma tutaj Urząd Gminy Damnica, Nadleśnictwo Damnica, Zespół Szkół w Damnicy (obejmujący przedszkole, szkołę podstawową i gimnazjum), Ośrodek Szkolno-Wychowawczy, Składnica Drewna Lasów Państwowych, Komisariat Policji, Urząd Pocztowy i wiele innych jednostek użyteczności publicznej oraz zakładów wytwórczych.
W latach 1954–1972 wieś należała i była siedzibą władz gromady Damnica. W latach 1975–1998 miejscowość administracyjnie należała do województwa słupskiego.

## Nazwa
Nazwa, odnotowana w źródłach po raz pierwszy w formie Damnitze w 1409, ma genezę słowiańską i charakter topograficzny. Wywodzi się od pomorskiego kontynuantu psł. nazwy pospolitej *dǫbьnica „dębina, las dębowy”. Friedrich Lorentz odnotował formę nazwy w lokalnych gwarach słowińskich: Dą̃mńică wraz z nazwami mieszkańców: Dą̃mńičȯu̯n, Dą̃mńičȯu̯nkă „damniczanin, damniczanka”. Niemiecka nazwa ma charakter hybrydowy pamiątkowo-topograficzny i składa się z dwóch członów: nazwy osobowej Hebron (zniekształcone Hepburn, upamiętnienie Daniela Hepburna, pułkownika armii brandenbursko-pruskiej, któremu nadano damnicki majątek po wojnie trzydziestoletniej) i słowiańskiej nazwy topograficznej Damnitz. Wyróżnik Hebron- pozwalał na odróżnenie tej miejscowości od położonej na południu Rathsdamnitz (dziś Dębnica Kaszubska), która stanowiła własność słupskiego magistratu. Polska nazwa Damnica w miejscu oczekiwanej formy *Dębnica oddaje wymowę słowińską.
Rada Języka Kaszubskiego proponuje kaszubską formę nazwy Damnica.

## Transport
Do wsi można dostać się drogami z takich miejscowości jak: Mianowice, Żelkowo, Główczyce oraz paroma drogami leśnymi czy polnymi. Wieś leży 6 kilometrów od drogi krajowej nr 6, 13 kilometrów od drogi wojewódzkiej nr 213, a także około 2 kilometry od przyszłego węzła Budy na drodze ekspresowej S6.
Miejscowość jest bardzo dobrze skomunikowana ze Słupskiem oraz z Główczycami linią 205 PKS Słupsk oraz linią 105 obsługiwaną przez prywatnego przewoźnika Nord Express
We wsi znajduje się stacja kolejowa Damnica na której zatrzymują się pociągi Polregio, którymi można dostać się do Słupska, Trójmiasta, Elbląga, Tczewa, Malborka a w dni robocze oraz niedzielę do Bydgoszczy. Aby skorzystać z pociągów PKP Intercity należy udać się do Słupska, Lęborka, a w sezonie letnim również do Wrześcia.

## Zabytki
- Pałac, który pochodzi z 1871. Został zbudowany na zlecenie Richarda von Blankensee według projektu Gustava Koehlsbaha. Przyszły właściciel, baron Karl von Gamp-Massaunen w 1890 poślubił Klarę – córkę Friedricha Bayera – założyciela koncernu chemiczno-farmaceutycznego. Dawało mu to tak wysokie udziały w przedsiębiorstwie, że od 1910 roku został właścicielem całego pałacu i jego otoczenia. Majątkiem władał do swojej śmierci w 1918 roku; potem jego żona (do śmierci w 1938), a następnie ich najstarsza córka Ilse wraz z mężem Karlem Armsterem (śpiewak operowy i malarz). Część parterowa pałacu ma charakter reprezentacyjny; piętra są częścią mieszkalną. Nad wejściem umieszczone jest witrażowe nadświetle, ściany wykładane są drewnianą boazerią otaczającą kasetony. Nad holem znajduje się żyrandol w kształcie żaglowca. Na parterze najpyszniej przedstawia się sala balowa zwana lustrzaną. Na ścianach znajdują się kasetony z ozdobną tkaniną otoczone drewnianą boazerią. Między nimi znajdują się wąskie lustra kryształowe i kinkiety w kształcie kwiatów. Plafon przedstawia alegorię pór roku (1902, malarz: Max Gärtner). Sala sąsiaduje z palmiarnią (obecnie biblioteka). Prowadzą do niej półkoliście przesklepione drzwi ujęte w kolumny ze złoconymi jońskimi kapitelami podtrzymującymi ozdobną arkadę. Tu ściany wykładane są czerwonym marmurem. Znajduje się tu 12-metrowa palma konopna, która została przywieziona w 1919 roku z Palestyny. Na tym samym poziomie znajdują się też: sala myśliwska (jej ściany zdobią malowidła wykonane przez Maxa Gärtnera w 1901 roku) i dwa neorenesansowe piece kaflowe[15]. Od 1955 w pałacu funkcjonuje Ośrodek Szkolno-Wychowawczy. Majątek był często odwiedzany w latach dwudziestych i trzydziestych wieku XX przez niemieckiego malarza ekspresjonistę i grafika – Maxa Pechsteina (1881–1955).

- Kościół Matki Boskiej Częstochowskiej, będący częścią założenia pałacowo-parkowego, w stylu neogotyckim.

Na cmentarzu komunalnym w Damnicy został pochowany Leon Magnuszewski, kawaler Virtuti Militari.

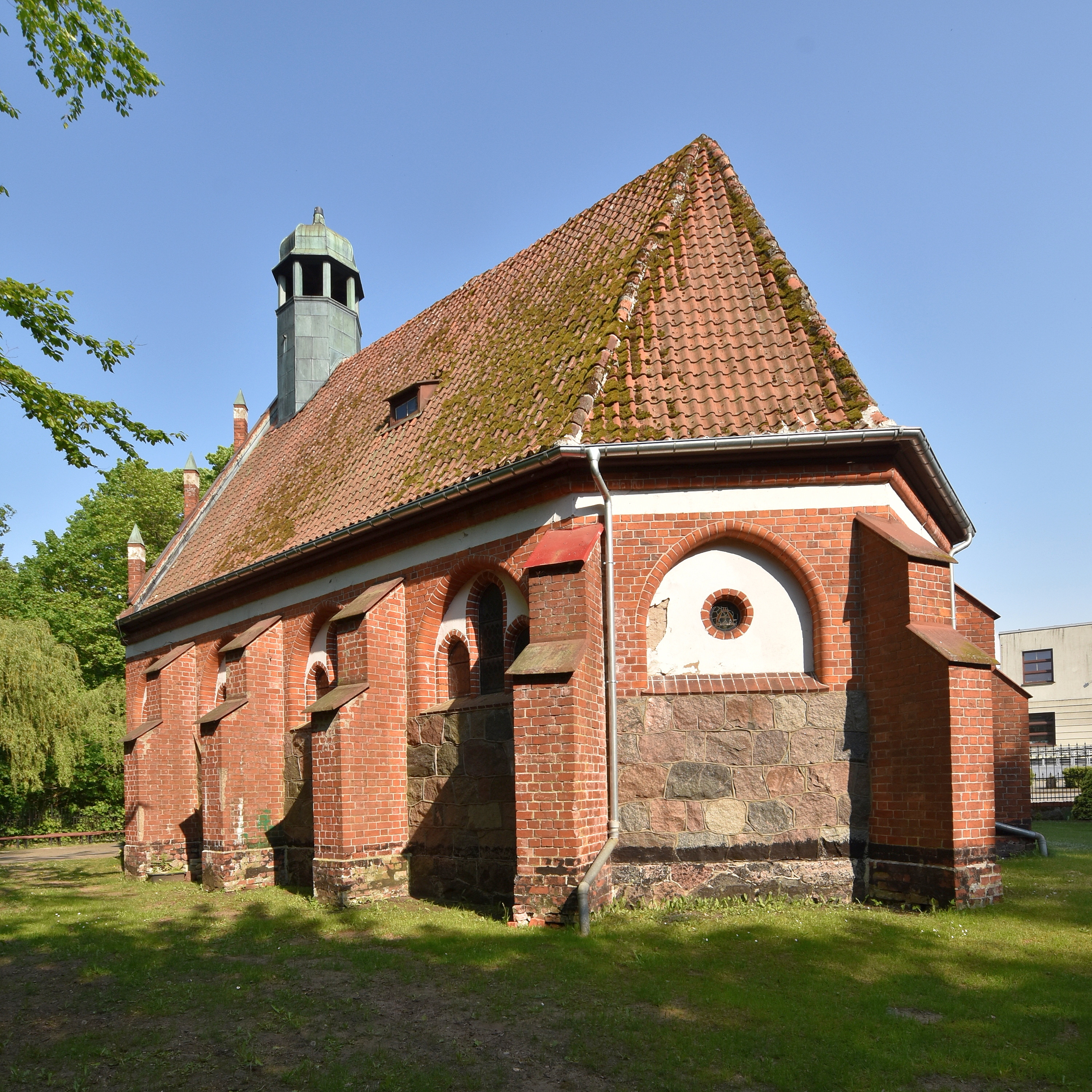
Kościół filialny
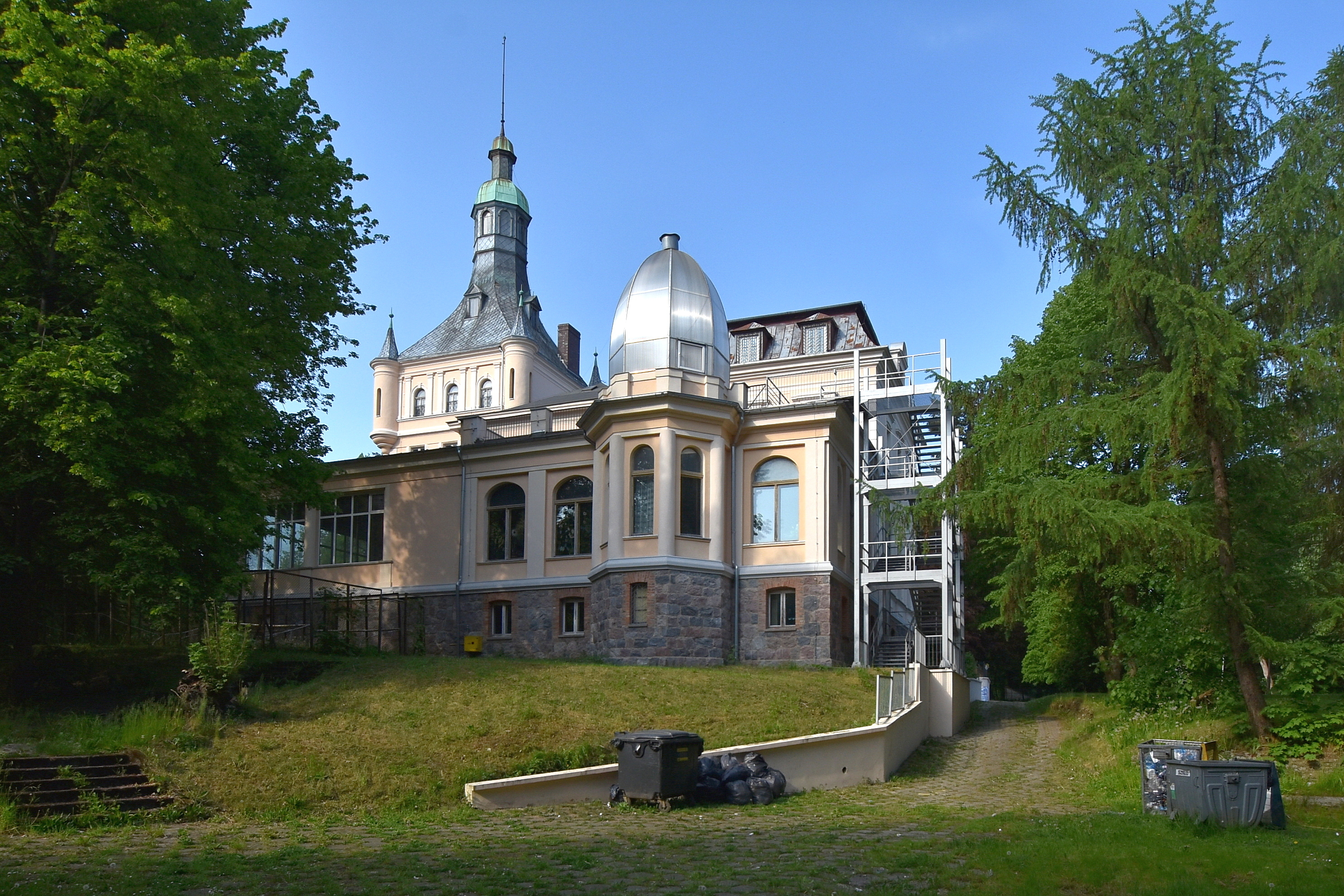
Pałac, elewacja parkowa
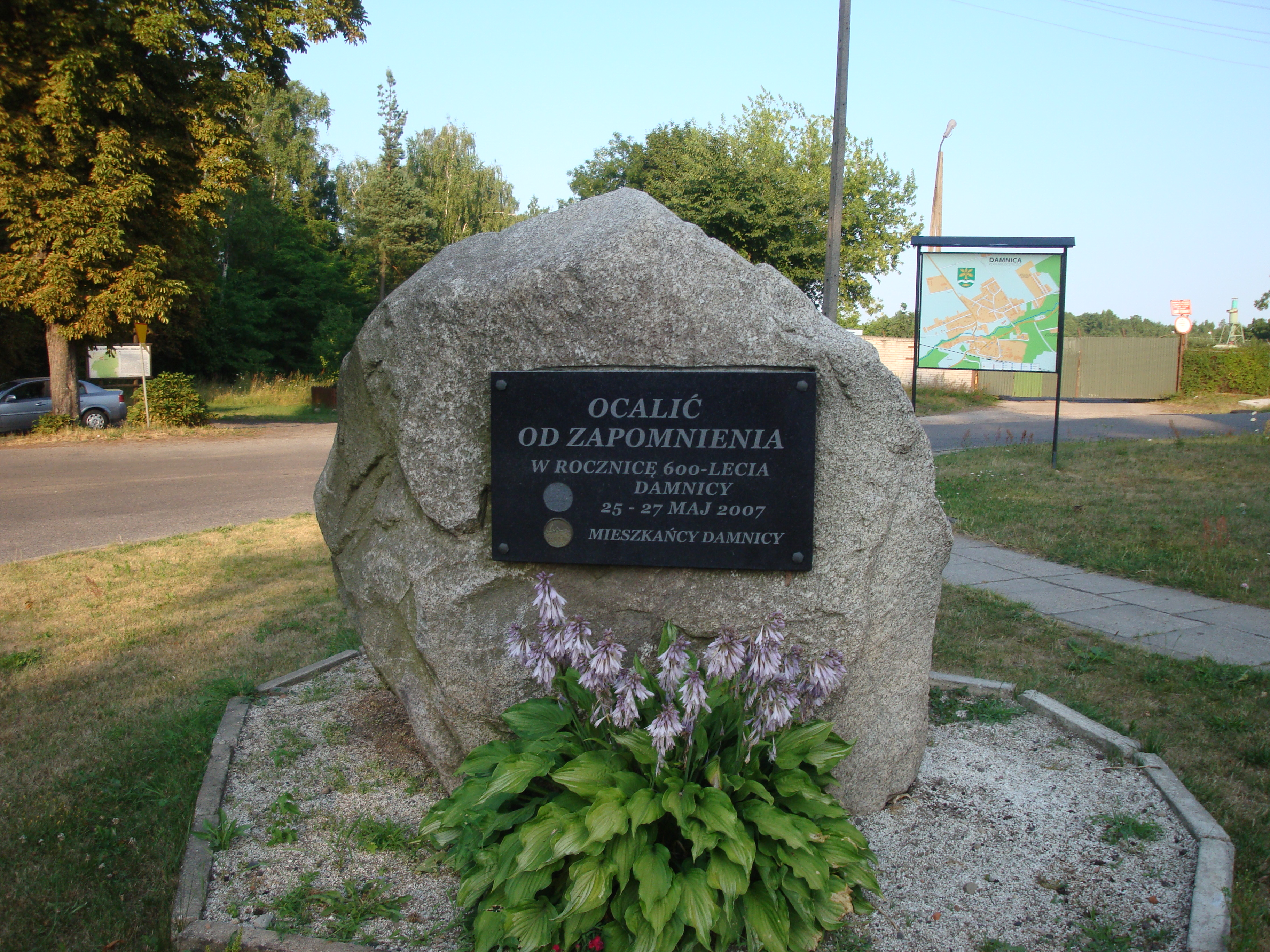
Pomnik